# 耶蘇斯瑪麗亞 (加利福尼亞州)
耶穌瑪利亞（英語：Jesus Maria）是位於美國加利福尼亞州卡拉韋拉斯縣的一個非建制地區。該地的面積和人口皆未知。

## 地理
耶穌瑪利亞的座標為38°17′08″N 120°38′51″W / 38.28556°N 120.64750°W，而該地的平均海拔高度為318米（即1043英尺）。